# 長登屋
株式会社長登屋（ながとや）は、土産物を中心とする食品製造・販売を行う企業である。

## 概要
本社がある名古屋の名物はもちろんのこと、全国各地の土産物屋やアミューズメント施設、テーマパーク、イベント会場向けの菓子商品を中心に企画開発・製造・販売を一貫して行っている。 
各種キャラクターを扱った商品の開発にも力を入れており、特にサザエさんを使用した商品の販売は同社が独占している。著作権を保有する長谷川町子美術館と3年かけて交渉した末、契約を交わしたといわれている。 
名古屋のほか東日本を中心に全国各地にも長登屋またはナガトヤと称する会社があるが、それらは各地にあった事業所を法人化した子会社である（拠点一覧の項を参照。同じエリアでも商品によって子会社が異なることもある）。
「レモン入牛乳ケーキ」や「男前　豆腐ケーキ」（表記は「男前（改行）豆腐ケーキ」）など他社製品に類似した名称を持つ土産物や、「ドアラの恋人」（白地に水色の文字で書かれた箱に入ったホワイトラングドシャ）などの他社製品のパロディ商品を開発している。「レモン入牛乳ケーキ」については、関東・栃木レモンのパッケージに酷似した商標（5149117号）を、「○○の恋人」シリーズについては各地名の入った商標（「日光の恋人」（5494631号）など）を多数、取得している。近年では飛騨高山の民芸品「さるぼぼ」と熊本のゆるキャラ「くまモン」の組み合わせ様の「ひだもん」（キャラクターイラストは商標第5595336号）なるキャラクター商品を展開している。

## 沿革
- 1929年（昭和4年） - 名古屋市西区桜木町にて加藤登が「長登屋商店」を創業。
- 1950年（昭和25年） - 現住所に移転し、株式会社に改組。加藤登輝夫が取締役社長に就任。
- 1963年（昭和38年） - 加賀物産株式会社設立。
- 1979年（昭和54年） - 郡山事業所を法人化。
- 1980年（昭和55年） - 営業本部を西春日井郡師勝町（現在の北名古屋市）に移転。
- 1985年（昭和60年） - 群馬・日光・熱海・新潟の各事業所を法人化。
- 1999年（平成11年） - 東京にて株式会社ナガトヤ設立。翌年、大阪にも設立。
- 2002年（平成14年） - 長豊製菓株式会社設立（2019年 長登屋に吸収合併。同社の石川工場に改組）。
- 2006年（平成18年） - 千葉・水戸・盛岡・山形・山梨・三重・長野・小樽・下呂の各事業所を法人化。
- 2008年（平成20年） - うめや製菓株式会社設立（2018年 長登屋に吸収合併。同社の静岡工場に改組）。
- 2014年（平成26年） - 加藤登輝夫が逝去。加藤裕之が取締役社長に就任。

## 拠点一覧
実質的に愛知県を本部とする各地域支社の形態となっているが、それぞれの地域で登記されている別法人として法人格は独立して存在している（ナガトヤも同様）。
株式会社長登屋
- 営業本部（愛知県北名古屋市）
- 岐阜県下呂市
- 三重県鳥羽市
- 山形県東置賜郡高畠町
  - 鶴岡事業所（山形県鶴岡市）
- 千葉県鴨川市
- 山梨県富士河口湖町
- 岩手県盛岡市
- 茨城県水戸市
- 群馬県利根郡みなかみ町
- 栃木県日光市
- 静岡県熱海市
  - 静岡事業所（静岡県静岡市）
- 福島県郡山市
  - いわき事業所（福島県いわき市）
  - 福島事業所（福島県福島市）
- 長野県埴科郡坂城町
- 埼玉県川越市
- 北海道小樽市
- 宮城県仙台市
- 京都府京都市
- 石川県金沢市
- 福岡県福岡市
- 福井工場（福井県あわら市）
- 札幌工場（北海道札幌市）
- 山梨工場（山梨県南都留郡富士河口湖町）
- 静岡工場（静岡県沼津市）
- 石川工場（石川県能美市）

関連会社
- 株式会社ナガトヤ（東京都江東区・大阪市此花区・沖縄県豊見城市）